# Alone in the Dark (Computerspiel, 1992)
Alone in the Dark ist ein 1992 für DOS veröffentlichtes Action-Adventure, das als Begründer des Untergenres Survival Horror gilt. Das von der französischen Firma Infogrames unter Leitung von Frédérick Raynal entwickelte Computerspiel basierte auf dem von H. P. Lovecraft erdachten Cthulhu-Mythos. Die Erzählung rund um den Privatdetektiv Edward Carnby wurde von Infogrames (später Atari SA) in mehreren Spielen fortgesetzt und verfilmt.
Im Jahr 2024 erschien ein gleichnamiger Reboot.

## Handlung
Im Jahr 1923 erhängt sich der berühmte Künstler Jeremy Hartwood in seinem Herrenhaus Derceto in Louisiana, was jedoch niemanden der Einheimischen wundert, da man sagt, dass auf dem Haus ein Fluch laste und dass es von einer bösen Macht beherrscht werde. Der Fall wird von der Polizei sehr bald zu den Akten gelegt und gerät schnell in Vergessenheit.
Edward Carnby, Privatdetektiv, soll für einen Auftraggeber, einen Antiquitätenhändler, in Derceto nach einem alten Klavier suchen. Auch die Nichte Jeremys, Emily Hartwood, sucht nach dem Klavier, da sie darin ein Geheimfach vermutet, von dem sie glaubt, dass sich darin Hinweise auf die Ursache von Jeremys Tod befinden.
Der Spieler schlüpft entweder in die Rolle von Edward Carnby oder von Emily Hartwood und startet auf dem Dachboden, dem Ort von Jeremys Selbstmord, mit der Erforschung des Anwesens, in dem er gefangen ist, nachdem sich die Türen des Hauses nach dem Betreten auf mysteriöse Weise verriegelt hatten.

## Spielprinzip
Auf der Suche nach einem Fluchtweg aus dem Anwesen trifft der Spieler schon bald auf übernatürliche Wesen wie Zombies und Riesenratten, gegen die er sich mit diversen Waffen wie Pistolen, Gewehren und Schwertern, die er im Verlauf des Spiels im Gebäude finden kann, verteidigen muss. Zudem gilt es immer wieder, verschiedene Kombinations-, Denk- und Suchrätsel zu lösen. Auch findet man regelmäßig Aufzeichnungen wie Bücher und Manuskripte, die dem Spieler mehr über die Hintergründe des Anwesens und der übernatürlichen Vorgänge darin offenbaren. Der Spieler sieht den Protagonisten dabei immer aus festen Kameraperspektiven, bei denen die Kameras z. B. in der Ecke eines Raums positioniert sind und den aktuellen Schauplatz einfangen. Geht der Spieler aus dem Bild hinaus, wechselt das Spiel wieder in eine andere feste Kameraposition.
Im Gegensatz zu späteren Genrevertretern liegt der Schwerpunkt des Spiels nicht auf dem Kampf. Der Spieler findet nur wenig Munition und erhält wenig Gelegenheiten, sich zu regenerieren. Stattdessen wird er dazu angehalten, Monster zu umgehen.

## Entwicklung
Das Konzept des Spiels geht auf Infogrames-Programmierer Frédérick Raynal zurück, der nach einigen programmiertechnischen Experimenten mit 3D-Polygongrafik ein furchteinflößendes Zombie-Horrorspiel in der Tradition von George Romeros Horrorfilm Dawn of the Dead entwickeln wollte. Der Arbeitstitel lautete zu diesem Zeitpunkt noch In the Dark. Das Projekt erhielt schließlich die Freigabe durch die Geschäftsführung, nach einigen Vorarbeiten begann Ende 1991 die Produktionsphase. Da die Einbindung von zeitgenössischer Technik wie etwa Elektrizität zu atmosphärischen und Konsistenzproblemen geführt hätten, wurde als Szenario ein altes Herrenhaus in den 1920ern gewählt. So konnte man dem Spieler außerdem ein größeres, zusammenhängendes Spielgebiet präsentieren und entsprechende Waffen zur Verfügung stellen. Infogrames lizenzierte zwischenzeitlich das Rollenspielregelwerk Call of Cthulhu von Chaosium, um seinen Titel als offizielles Lizenzprodukt zu vermarkten. Der Großteil der Zombiegegner wurde durch Kreaturen von H. P. Lovecraft ersetzt. Chaosium beendete die Mitarbeit jedoch noch während der Entwicklungsphase, da ihnen das Spiel für eine Umsetzung des Regelwerks zu simpel erschien.
Belastet wurden die Entwicklungsarbeiten unter anderem durch die Schwangerschaft von Raynals Lebensgefährtin Yaël Barroz, die auch als Grafikerin am Projekt beteiligt war. Die Geburt fiel in die Endphase der Entwicklung, als Raynals Team mit der Fehlerbereinigung beschäftigt war, und sorgte damit für eine Doppelbelastung des Projektleiters. Hinzu kam die Unzufriedenheit mit seinem Arbeitgeber. Raynal wurde unter anderem aufgefordert, in den Credits des Spiels auf die Nennung seines Namens unter dem Eintrag „Game created by“ zu verzichten und stattdessen den Firmennamen einzusetzen. Außerdem gab Infogrames Anweisung, auf Grundlage der vorhandenen Technik einen schnellen Nachfolger mit neuer Handlung zu entwickeln. Raynals Wünsche nach einer technischen Weiterentwicklung wurden nicht berücksichtigt. Die fehlende formale und finanzielle Anerkennung durch Infogrames führte letztlich zur Kündigung Raynals und des restlichen Entwicklerteams nach Abschluss der Arbeiten. Stattdessen gründete Raynal das Entwicklerstudio Adeline Software.

## Technik
Die Art der grafischen Präsentation war 1992 technisch völlig neu. Anders als für das Genre in der damaligen Zeit üblich – nicht aber erstmals – wurden die spielrelevanten beweglichen Objekte (wie Spieler, Gegner oder vereinzelte Objekte) komplett als 3D-Objekte (ohne Texturen und mit nur sehr wenigen Polygonen) gestaltet. Möglich wurde das durch die stets fest positionierte virtuelle Kamera (Third-Person-Perspektive). Dadurch konnten die Bildhintergründe als gezeichnete flache Bilder dargestellt werden, die durch perspektivische Abstimmung mit den 3D-Objekten den Eindruck einer räumlichen Umgebung simulierten. Verlässt der Spieler den Sichtbereich im aktuellen Hintergrundbild, kommt es zu einem Kamerawechsel und damit zu einem neuen Hintergrundbild mit passender Neuausrichtung der 3D-Objekte.

## Rezeption
Das Spiel erhielt gute Bewertungen und verkaufte sich rund 2,5 Millionen Mal.
Alone in the Dark gilt als Begründer des Computerspielgenres Survival Horror, dessen Terminus allerdings erst durch einen Ladebildschirm des Spiels Resident Evil (“Welcome to the world of survival horror”) geprägt wurde. Es legte damit den Grundstein für spätere Erfolgsreihen wie Resident Evil, Parasite Eve und Silent Hill. Infogrames produzierte ebenfalls mehrere Nachfolger, verlegte aber bereits mit dem zweiten Teil den Schwerpunkt stärker auf den Kampf und wich vom Cthulhu-Hintergrund zunehmend stärker ab. 2005 erschien erstmals eine Verfilmung, ebenfalls unter dem Namen Alone in the Dark, aber ohne Bezug zum Inhalt des Spiels. 2006 wurde Frédérick Raynal zusammen mit Michel Ancel und Shigeru Miyamoto als erste Game Designer zum Ritter des Ordre des Arts et des Lettres ernannt, die höchste kulturelle Auszeichnung Frankreichs für besondere Verdienste im künstlerischen und literarischen Bereich.